# Pirates of the Burning Sea
Pirates of the Burning Sea (abreviado PotBS) es un videojuego de género MMORPG desarrollado originalmente por Flying Lab Software y anteriormente distribuido por SOE en América, Koch Media y Akella en Europa y GameArena en Australia, también fue distribuido como descarga digital por medio de Steam,  actualmente es producido y distribuido por Portalus Games para el sistema operativo Windows. El juego está ambientado en la zona del Caribe colonial comprendiendo un periodo de tiempo cercano al año 1720, durante la era de la vela. El juego implementa combates de navíos, duelos a espada, una compleja economía y un sistema de conquista entre facciones.

## Antecedentes

### Desarrollo
Pirates of the Burning Sea estuvo en desarrollo desde 2002. Durante los primeros años Flying Lab Software noto que el proyecto requería más atención de lo previsto. Gradualmente, no solo tuvieron que duplicar su equipo de trabajo, también tuvieron que postergar el desarrollo de Delta Green.

Después de un periodo de pruebas beta privadas, iniciadas en diciembre de 2005 y protegidas por un acuerdo de confidencialidad, Flying Lab Software anunció que dicho acuerdo llegaba a su fin el 3 de diciembre de 2007 y programaban el inicio de una prueba beta pública para el 7 de diciembre de 2007, para ese punto todos los usuarios interesados en participar podrían solicitar una clave de acceso mediante FilePlanet, este periodo de prueba beta terminó el 30 de diciembre de 2007.

El 22 de enero de 2008 el juego fue lanzado de forma definitiva con un total de 11 servidores. Tras tres meses de su publicación, el 14 de abril de 2008 Flying Lab Software anunció que con motivo de aumentar la participación y habilitar correctamente las características del juego se inhabilitaría la creación de nuevos personajes en 7 servidores, además se habilitó la transferencia de personajes de dichos servidores a los 4 restantes, en noviembre de 2008 los siete servidores fueron cerrados. Para marzo de 2009 se encontraban seis servidores activos en todo el mundo, nuevamente Flying Lab Software anunció que combinaría los servidores para dejar solamente dos, con el fin de aumentar la población de jugadores por servidor y la participación de estos en el juego, el 5 de marzo de 2010 los cuatro servidores fueron fusionados en los servidores de Antigua y Roberts.

En diciembre de 2012 se anunció que la relación comercial entre Flying Lab Software y Sony Online Entertainment llegaría a su fin, algunos empleados de Flying Lab Software crearon la empresa Portalus Games y adquirieron los derechos del videojuego para continuar con el desarrollo de este, el 31 de enero de 2013 los servidores fueron apagados y comenzó el proceso de migración a las nuevas instalaciones.

### Publicación
El 7 de enero de 2008 a las 10:00AM PST comenzó el evento “Pre-Boarding Party” en el cual todos los usuarios que hubieran adquirido una edición de pre-compra tuvieran acceso preferencial y objetos exclusivos dentro del juego, el evento se prolongó hasta el 21 de enero de 2008 a las 6:00PM PST, horario en el que los servidores fueron apagados para ponerlos a punto y dar paso al lanzamiento oficial del videojuego.

Finalmente el 22 de enero de 2008 a las 9:00AM PST, Pirates of the Burning Sea fue oficialmente lanzado al público con un formato de suscripción mensual. Desde septiembre de 2008 se incluyó un programa de prueba gratuita, mediante el registro se enviaba al usuario una clave con la que podría acceder al juego durante 14 o 21 días con una serie de limitaciones a dicha cuenta. También se incluyó un programa especial para las fuerzas armadas de Estados Unidos, los miembros de dicha institución podrían recibir seis meses gratuitos de acceso al juego sin limitaciones.

En septiembre de 2009 durante la Penny Arcade Expo, Flying Lab Software anunció la primera expansóon para el juego, tras un año de desarrollo el 13 de septiembre de 2010 fue publicada la versión 2.0.47.0, la cual incluía dicha expansión, Power & Prestige, que añadía nuevas misiones, personajes y navíos así como nuevos elementos de jugabilidad y revisiones al sistema de combate.

El 15 de septiembre de 2010, el equipo de Flying Lab Software anunció que el modelo comercial del juego sería cambiado, pasaría de ser un juego basado en el pago mensual de una membresía a un modelo gratuito con venta de artículos in-game mediante el uso de una moneda virtual, el 22 de octubre de 2010 fue enviado a todos los usuarios un correo electrónico en el que se anunciaba dicho cambio. Finalmente el 22 de noviembre el cambio fue realizado, a partir de entonces todos los usuarios que contaran con una cuenta existente y los nuevos jugadores que se registraran podrían acceder al juego sin la necesidad de contratar un plan de suscripción mensual. Aun así el plan Captain’s Club estuvo a disposición de los usuarios para aquellos que desearan características Premium dentro del juego.

## Argumento
Transcurre el año 1720, en el Caribe las grandes potencias europeas pelean por la supremacía y el dominio de las tierras colonizadas, el jugador se enfrenta al dilema de apoyar una nación como miembro de la marina, corsario al servicio del rey, mercante independiente o sublevarse a la ley y vivir como un fugitivo libre en compañía de otros piratas.

### Personajes
El personaje principal del juego es el jugador, utilizando el avatar creado por el mismo, navegara por los mares caribeños cumpliendo misiones buscando alcanzar renombre y fortuna. Así mismo el juego cuenta con una multitud de personajes no jugables (NPC) que proporcionaran misiones y servicios al usuario, dichos personajes pueden ser encontrados tanto en los puertos como en el mar abierto.
Dentro de los puertos es común encontrarse con los siguientes personajes:
- Magistrado (Jefe del pueblo): Se encuentra en la Oficina del Magistrado, es el encargado de la administración del pueblo, ofrece misiones al jugador de variadas recompensas.
- Comerciante de Basura: Se ubica en la tienda del pueblo, le permite al jugador aprovisionarse de municiones y reparaciones de baja calidad y a bajo costo.
- Subastador: También se le ubica en la tienda, proporciona acceso a la tienda de subastas en la cual los productos ofertados son producidos por otros jugadores.
- Pregonero: Se encuentra en la entrada del pueblo, ocasionalmente proporcionara misiones de reclutamiento que conducirán al jugador con otro personaje.
- Vendedor de Periódicos: Se localiza a la entrada del puerto y provee información de misiones adecuadas para el jugador que pueden encontrarse en otros puertos.
- Entrenador: Se hallan diferentes tipos de este personaje en el mismo puerto, uno para cada estilo de combate y carrera, le permiten al jugador gastar sus puntos de carrera en nuevas habilidades que pueden ser usadas en los duelos de espada y combates de navíos. Este personaje otorgará las misiones propias de la carrera.
- Patrón de Puerto: Se localiza en el muelle del pueblo y permite modificar el navío del jugador, añadiendo o quitando artículos de actualización que mejoran las características del barco.
- Tabernero: Se encuentra en la taberna y ocasionalmente concede misiones o es parte de la línea argumental de alguna misión.
- Timonel de Falúa: Ubicado en el muelle del pueblo, permite al jugador acceder a los mapas de misión y al mapa principal.

En mar abierto el usuario encontrará diversas flotas de navíos, pudiendo ser comerciantes, piratas o grupos militares aliados o enemigos, con los que podrá entablar combate, también se encontrara con otros jugadores con quienes podrá combatir o navegar en conjunto cumpliendo con ciertas condiciones.